# Небесный тихоход
«Небе́сный тихохо́д» — советский музыкальный художественный фильм, поставленный в 1945 году режиссёром Семёном Тимошенко.

## Сюжет
Фильм повествует о трёх фронтовых друзьях, лётчиках-истребителях Василии Булочкине, Семёне Туче и Сергее Кайсарове, которые поклялись до конца войны не влюбляться даже в самых красивых девчат.
Однако одному из них — майору Василию Васильевичу Булочкину (Николай Крючков) — по состоянию здоровья после ранения запрещено летать на скоростных самолётах, и он вынужден продолжать службу в ночной бомбардировочной авиации на лёгких самолётах «У-2». Майор, привыкший к большим скоростям истребителя, обескуражен перспективой летать на небесных тихоходах.
Кроме того, весь персонал эскадрильи У-2 состоит из одних девушек. Столкнувшись благодаря этому с лётчицами женской эскадрильи, друзья один за другим нарушают своё жизненное обязательство. Первым нарушает клятву Кайсаров (оказывается, что он сделал это ещё 3 месяца назад, женившись на старшем лейтенанте Светловой, летчице). С приходом на аэродром корреспондентки «Пионерской правды» Вали Петровой наступает очередь и майора Булочкина. У Тучи же возникает взаимная симпатия со штурманом Кутузовой, такой же «убеждённой холостячкой», как и он.
Булочкин, летая на У-2, убеждается, что недостатки этого самолёта оборачиваются неоценимыми достоинствами в некоторых обстоятельствах. Булочкин отказывается от предложения командования вновь вернуться в истребительную авиацию.
В конце фильма сообщается, что учебный самолёт У-2 переименован в лёгкий бомбардировщик По-2 в честь своего конструктора.
В итоге, Кайсаров уже не скрывает свои отношения с женой Светловой. Булочкин признается в чувствах к Валентине (которая оказывается дочерью генерала Петрова). И даже Туча на фоне нестойкости своих друзей к женским чарам предлагает Кутузовой создать новый союз, не мужской и не женский, а смешанный…

## В ролях
- Николай Крючков — майор Василий Васильевич Булочкин
- Василий Меркурьев — старший лейтенант (в финале — капитан) Семён Туча
- Василий Нещипленко — капитан Сергей Кайсаров
- Алла Парфаньяк — Валентина Константиновна Петрова (она же Валя), журналистка газеты «Пионерская правда» и дочь генерал-майора авиации
- Людмила Глазова — старший лейтенант Екатерина Кутузова
- Тамара Алёшина — старший лейтенант Мария Светлова
- Фаина Раневская — военный врач, профессор медицины
- Константин Скоробогатов — Константин Васильевич Петров, генерал-майор авиации
- Анатолий Алексеев — лейтенант
- Яков Гудкин — повар
- Анатолий Королькевич — солдат с зубной болью
- Вячеслав Крунчак — немецкий летчик (нет в титрах)
- Александр Лариков — генерал-лейтенант (нет в титрах)
- Василий Леонов — майор (нет в титрах)
- Валентина Лудинова — лётчица (нет в титрах)
- Вероника Мефодьева — лётчица (нет в титрах)
- Наталья Разумова — Шура, лётчица (нет в титрах)
- Нинель Раудсепп — лётчица (нет в титрах)
- Валентина Романова — медсестра (нет в титрах)
- Сергей Рябинкин — адъютант немецкого генерала (нет в титрах)
- Иван Савельев — полковник (нет в титрах)
- Манефа Соболевская — лётчица (нет в титрах)
- Чеслав Сушкевич — лётчик (нет в титрах)
- Владимир Таскин — немецкий ас (нет в титрах)
- Борис Феодосьев — немецкий лётчик в бункере (нет в титрах)
- Эдда Шнирман — лётчица (нет в титрах)
- Алексей Ян — немец (нет в титрах)

## Съёмочная группа
- Автор сценария
Семён Тимошенко
- Тексты песен
Алексей Фатьянов
Иван Козлов
Соломон Фогельсон
- Режиссёр
Семён Тимошенко
- Оператор
Александр Сигаев
- Художник
Исаак Махлис
- Звукооператоры
Пётр Вицинский
Кирилл Позднышев
- Композитор — Василий Соловьёв-Седой
- Второй режиссёр
Сергей Сиделёв
- Директора картины
И. Гольдин
Пётр Свиридов

## Музыкальное сопровождение
- «Потому что мы пилоты» (инципит: «Мы, друзья, перелетные птицы»)[1]
  - Автор текста: Алексей Фатьянов
  - Композитор: Василий Соловьёв-Седой
- «Вечерний звон»
  - Автор текста: Иван Козлов
  - Композитор: Александр Алябьев
- «Пора в путь-дорогу»
  - Автор текста: Соломон Фогельсон
  - Композитор: Василий Соловьёв-Седой
  - Песню исполняет Ружена Сикора.

Песни из фильма выпускались на грампластинках ленинградским, московским, апрелевским и другими заводами, в конце 1950-х и начале 1960-х годов — на пластинках «Аккорд», а с середины 1960-х — на пластинках фирмой «Мелодия».

## Новая редакция
Фильм был восстановлен на киностудии «Ленфильм» в 1970 году. Картина подверглась переозвучиванию в основном с участием тех же актёров. Этим объясняется то, что, например, старший лейтенант Кутузова говорит отчётливо пожилым голосом: во время переозвучки исполнительнице этой роли Людмиле Глазовой было уже за шестьдесят. Фаина Раневская не смогла присутствовать на записи из-за гастролей, и её героиню озвучила Анна Лисянская. Раневская узнала об этом уже после выхода фильма на экраны и осталась крайне недовольна. В отличие от оригинальной версии, восстановленная версия на 10 минут короче. Оригинальная версия фильма в 2011 году выпущена с полной реставрацией на DVD и Blu-ray (HD).

## Цветная версия
К 2012 году по заказу «Первого канала» были завершены работы по реставрации и колоризации фильма. В колоризированной версии фильм был показан 6 мая того же года.

## Продолжение
В 1974 году на Рижской киностудии был снят по сценарию Юрия Яковлева фильм «Верный друг Санчо». Дедушкой одной из героинь фильма девочки Риты является генерал авиации в отставке, роль которого исполняет Василий Меркурьев. И хотя в фильме не называется его фамилия, но некоторые отсылки дают понять, что это и есть тот самый бывший старший лейтенант Туча из кинофильма «Небесный тихоход». В частности, на стене квартиры, где проживает семья Риты, можно заметить, среди снимков военного прошлого деда, фотографию его боевых друзей, а именно: капитана Кайсарова (Василий Нещипленко), старшего лейтенанта Кутузовой (Людмила Глазова) и майора Булочкина (Николай Крючков), на фоне самолёта У-2. Помимо этого в фильме есть эпизод, где в исполнении Василия Меркурьева звучит песня «Пора в путь-дорогу».

## Критика
Руководитель советской кинематографии И. Г. Большаков писал, что фильм неудачный. Он утверждал: «Все любовные перипетии героев происходят на фоне боевых событий: бомбёжек, воздушных боёв, но это только фон, и он не спасает фильм от пошлости и фальши».
Кинокритик Ростислав Юренев вскоре после выхода фильма написал разгромную рецензию. В частности, он написал: «Фильм фальшив, и дело здесь не в жанре, а в „стиле“ лакировки, легкомыслия, безыдейности, заимствованном из старой оперетки и худших американских ревю». Он утверждал: «… достоинства актёрской игры, операторского мастерства, музыкального сопровождения не могут сделать фильм хорошим, а лишь делают его недостатки более ощутимыми. Потому, что идеи в фильме нет, если не считать идеей опровержение заведомой нелепости о несостоятельности любви во время войны. Потому, что лётный, военный материал в фильме обеднён и извращён. Потому, что характеры героев надуманы, не типичны».
Позже Р. Юренев написал, что «успех оператора и композитора, удача нескольких эпизодических персонажей и проходных сцен не могли, конечно, искупить серьёзных идейно-художественных недостатков фильма». При этом он повторил написанное им в 1946 году: «О чём говорят „Небесный тихоход“ и подобные ему фильмы? О том, что воевать приятно и просто? О том, что мы победили легко?».
В биографии режиссёра Тимошенко киновед Игорь Раздорский констатировал: «В послевоенные годы на наших экранах с успехом прошла музыкальная комедия Тимошенко „Небесный тихоход“. Правда, кинокритики не раз упрекали режиссёра за легковесное решение героической темы, за поверхностность в разработке характеров героев». Он также считал, что «многие упрёки справедливы: фабула картины примитивна, персонажи её раскрываются в условно-опереточном ключе».
Киновед Александр Фёдоров указывал: «Со временем такого рода мнения забылись, а комедия „Небесный тихоход“ продолжала оставаться в советском, а потом и российском медийном репертуаре, о чём, в частности, свидетельствует её реставрация и колоризация».
Киновед Марина Жежеленко писала: «Разумеется, эта комедия о войне, в которой вся атмосфера
была мифологической и далёкой от действительности, не заслуживала гневной отповеди …». Она отмечала, что в фильме «хороши актёрские работы Николая Крючкова и Василия Меркурьева», «из женских образов наиболее запоминающийся — хорошенькая военная журналистка, дочь генерала (Алла Парфаньяк)».
Уже упомянутый И. Раздорский резюмировал: «… огромный прокатный успех фильма нельзя сбросить со счётов и вряд ли можно объяснить лишь недостаточной требовательностью зрителей. „Небесный тихоход“ послужил как бы своего рода „разрядкой“ после напряжения военных лет, фильм оказался созвучным радостному, приподнятому настроению, рождённому великой победой народа над фашистской Германией».
Писательница Алина Ермолаева писала: «Фильм пролил настоящий чудодейственный бальзам на израненные войной души людей. В нём много жизни, несмотря на условности и порой неприкрытую неправдоподобность. Бывают такие ленты — своеобразные таблетки для поднятия настроения, „Небесный тихоход“ — одна из них».
Автор журнала «Сеанс» Виктория Сафронова считала: «В „Небесном тихоходе“ нет проходных, ненужных для сюжета персонажей … Образы шести основных героев прописаны в той степени подробности, которая соответствует первостепенности роли».